# Karl Kreutzberg
Karl Kreutzberg (Düren, 15 febbraio 1912 – Düren, 13 agosto 1977) è stato un pallamanista tedesco.

## Palmarès

### Olimpiadi
- Oro a Berlino 1936 nella pallamano.